# Кастролиберо
Кастролиберо је насеље у Италији у округу Козенца, региону Калабрија.
Према процени из 2011. у насељу је живело 369 становника. Насеље се налази на надморској висини од 513 м.

## Становништво
| 1951. | 1961. | 1971. | 1981. | 1991.  | 2001.  | 2011. |
| ----- | ----- | ----- | ----- | ------ | ------ | ----- |
| 2.587 | 2.051 | 2.570 | 7.228 | 10.236 | 10.042 | 9.967 |